# Agnes Nyblæus
Agnes Christina Ulrika Nyblæus, född 13 augusti 1819, död 22 februari 1906 i Stockholm, var en svensk målare och tecknare.

## Biografi
Nyblæus föddes 1819. Hon var dotter till kammarrådet Olof Nyblæus, och Ulrica Lovisa Frestadius. Hon var bland annat kusin till professor Axel Nyblæus och överste Gustaf Nyblæus.
Under stora delar av andra halvan av sitt liv ägnade sig Nyblæus åt målning.